# هومبيرتو دوارتي فونسيكا
هومبيرتو دوارتي فونسيكا (بالبرتغالية: Humberto Duarte Fonseca‏) هو مخترِع برتغالي، ولد في 20 نوفمبر 1916 في منديلو في الرأس الأخضر، وتوفي في 1983 في لشبونة في البرتغال.